# Henryk Święcicki (1852–1916)
Henryk Święcicki (ur. 7 marca 1852 w majątku Metlicze w gub. mińskiej, zm. 2 lipca 1916) – inżynier komunikacji, poseł do rosyjskiej Dumy Państwowej.

## Życiorys
Był synem Hipolita. Ukończył gimnazjum w Mińsku (1871) oraz studia w Instytucie Inżynierów Komunikacji w Petersburgu (1876). Po krótkim okresie pracy w Departamencie Kolejowym pracował przy budowie Kolei Nowogrodzkiej gdzie awansował od technika do dyrektora. W latach 1894–1896 kierował budową kolei Bołogoje-Psków. Od 1896 rzeczywisty radca stanu. W l. 1897–1903 mieszkał w Petersburgu, gdzie posiadał własną kamienicę i uczestniczył w życiu tamtejszej kolonii polskiej, m.in., członek zarządu Rzymskokatolickiego Towarzystwa Dobroczynności w Petersburgu.
Od 1904 był naczelnikiem Kolei Zabajkalskiej. Po rewolucji 1905. włączył się w działalność polityczną i wstąpił do rosyjskiej Partii Konstytucyjno-Demokratycznej (kadetów). W latach 1907–1914 poseł do Dumy Państwowej najpierw z gub. mińskiej, a następnie wileńskiej. Pracował w komisjach budżetowej, przesiedleńczej, komunikacyjnej i samorządowej. W Dumie sprzeciwiał się projektom wyodrębnienia z Królestwa Polskiego Chełmszczyzny oraz wykupieniu przez rząd Kolei Warszawsko-Wiedeńskiej. 25 V 1914 protestując przeciw odrzuceniu przez Radę Państwa ustawy o samorządzie miejskim w Królestwie Polskim, złożył mandat poselski.
W latach I wojny światowej zainicjował powstanie Polskiego Towarzystwa Pomocy Ofiarom Wojny (PTPOW) w Petersbugu, a następnie był jego działaczem. Wiceprezes i członek Komitetu Głównego PTPOW, a także kierownik jej Wydziału Budżetowego (1914–1916). Z ramienia Towarzystwa wchodził w skład rosyjskiego charytatywnego Komitetu Wielkiej Księżny Tatiany. 24 VIII 1915 wszedł w skład władz Centralnego Komitetu Obywatelskiego Królestwa Polskiego w Rosji. W marcu 1916 wszedł w skład Komitetu Fundacji im. Lubomira Dymszy, gromadzącego pieniądze na powrót polskich uchodźców wojennych do kraju.
Ożeniony z Janiną z Majewskich, z którą miał pięciu synów. Zmarł 2 lipca 1916 na chorobę serca podczas drogi z Piotrogrodu do Kisłowodzka.